# Židovska četrt, Maribor
V Židovski četrti so v srednjem veku, na jugozahodu Maribora živeli Židje. V Mariboru, kjer je bila dolgo časa Judovska prava za Štajersko, so Židje predstavljali približno eno četrtino mestnega prebivalstva. Leta 1497 so jih po ukazu cesarja izgnali iz Štajerske. 

## Židovske znamenitosti
- Židovska ulica

Danes se na Židovski ulici dogajajo poletne prireditve na prostem. Ob sobotah dopoldne pa se odvija kramarski sejem.
- Židovski stolp

Židovski stolp je bil zgrajen leta 1465. Obzidje je nekoč povezovalo Židovski stolp z Vodnim stolpom.
Med Židovskim stolpom in sinagogo pa je še danes del starega mestnega obzidja.
- Sinagoga

Sinagogo so po prisilni izselitvi Židov preuredili v cerkev Vseh svetnikov, v 17.stoletju pa so ji namenili posvetne funkcije.
- Židovsko pokopališče

Na pokopališču stoji nekaj nagrobnih plošč. Danes jih varuje mariborski pokrajinski muzej.

Vse te znamenitosti, nas še danes spominjajo na nekdanjo Židovsko četrt.